# Saxifraga bryoides
Saxifraga bryoides (L., 1753) è una pianta appartenente alla famiglia Saxifragaceae, originaria dell'Europa centrale.

## Descrizione

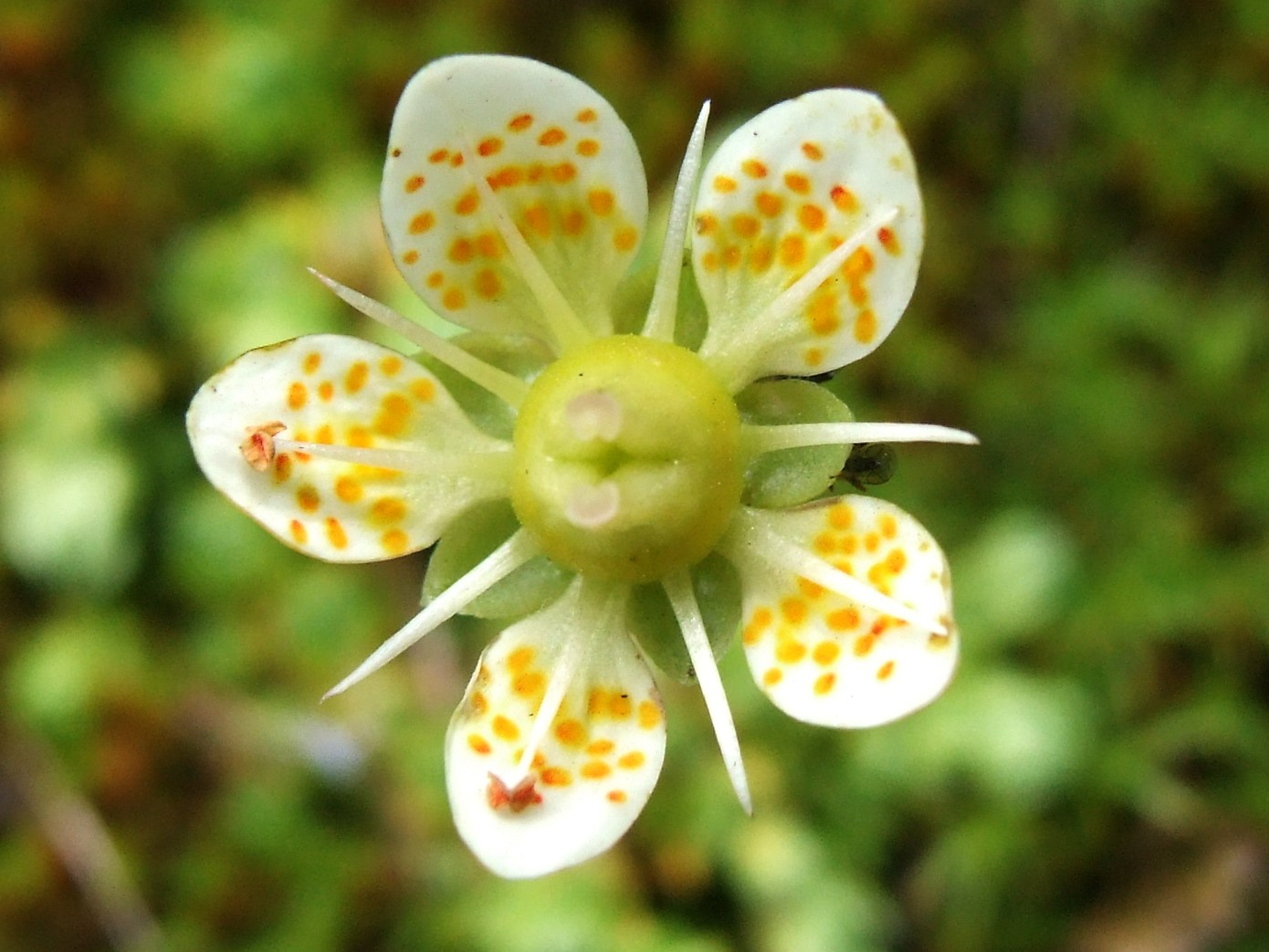
Fiore di Saxifraga bryoides

È una piccola pianta erbacea, perenne alta dai 2 ai 4 cm, con fusti portanti un fiore, raramente due, con peli ghiandolari sparsi o del tutto assenti.
Le foglie sono lunghe circa 1 mm.

I fiori sono ermafroditi, con calice e corolla aventi un asse di simmetria radiale (attinomorfi), con petali bianchi con fitti punti arancioni ineguali.

## Distribuzione e habitat
Vive fra i 2000 ed i 3700 slm. su substrato siliceo,  su rupi, in pietraie e macereti.
Specie protetta a distribuzione alpina